# فروغ فرخزاد

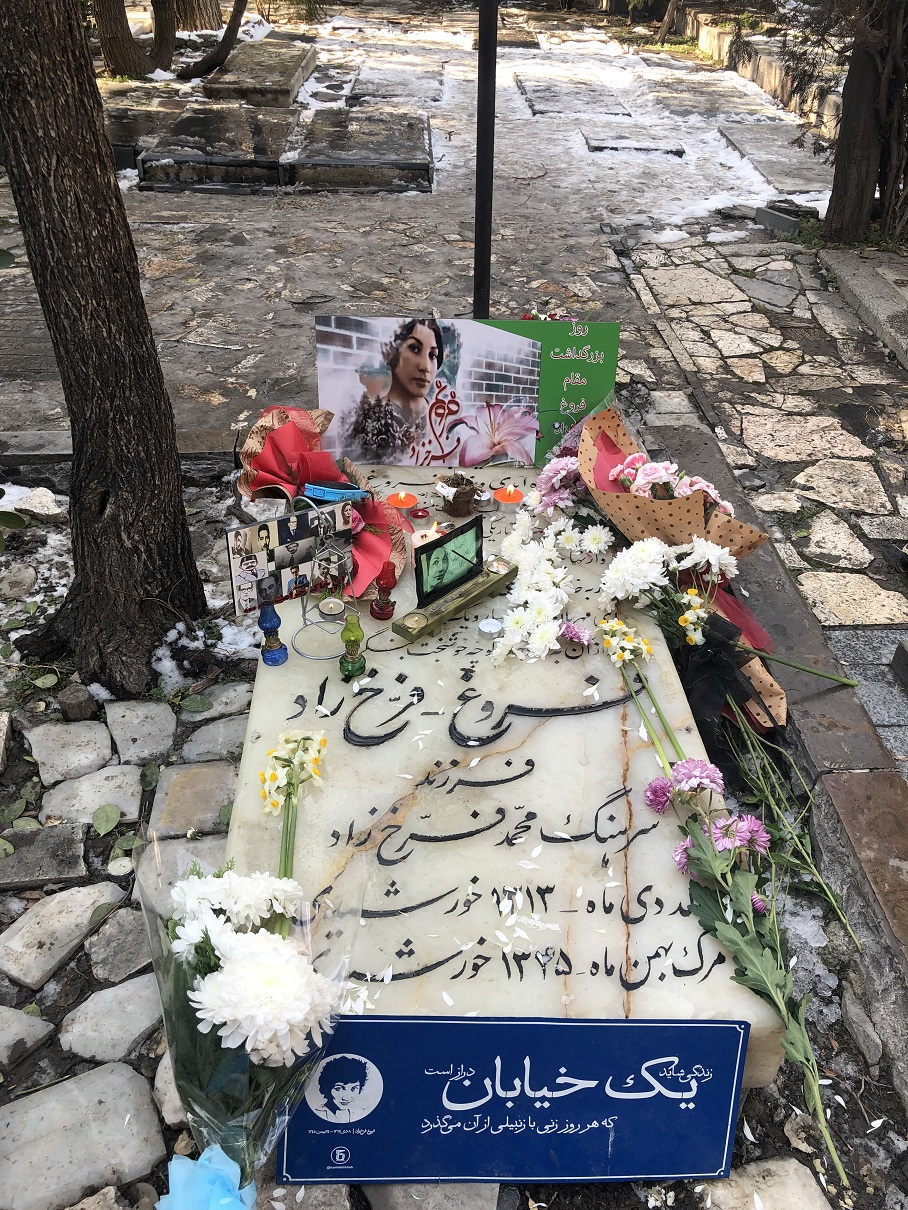
قبر فروغ بمقبرة ظهير الدولة

فروغ فرخزاد (29 ديسمبر، 1934 — 13 فبراير، 1967)؛ تعتبر من أشهر الشاعرات الإيرانيات في الأدب الحديث. ولدت في عائلة عسكرية في تفرش سنة 1935 ولها ستة أشقاء، أحدهم المغني والشاعر والناشط السياسي فريدون فرخزاد. استكملت دراستها حتى الصف التاسع وحين أتمت عامها السادس عشر تزوجت من برويز شابور. أكملت فروغ دراستها عبر دروس الرسم والخياطة ثم انتقلت مع زوجها إلى الأهواز وبعد عام رزقت بولدها الوحيد (كتبت فيه قصيدة «قصيدة لك»). بعد أقل من عامين حدث الطلاق بينها وبين زوجها وحصل الزوج على حضانة الابن مما دفع فروغ لإكمال مسيرتها الأدبية.
وعادت إلى طهران لكتابة الشعر وأصدرت أول ديوان لها في عام 1955 بعنوان الأسير. أثارت فروغ الجدل والانتباه حولها كمطلقة تحمل أفكار نسوية جدلية. في عام 1958 قضت تسعة أشهر في أوروبا حيثت التقت بالمنتج والكاتب الإيراني إبراهيم جولستان. ثم نشرت ديوانين آخرين بعنوان الجدار والثورة وذلك قبل ذهابها إلى تبريز سنة 1962 لتصوير فيلمًا عن الإيرانيين المصابين بالجذام بعنون «البيت أسود» وفاز بجوائز عالمية. وفي العام التالي 1963 نشرت ديوان «ميلاد جديد» والذي كان علامةً فارقة في تاريخ الشعر الإيراني الحديث. في 13 فبراير 1967 توفيت فروغ اثر حادث سيارة في عمر الثانية والثلاثين دفنت في مقبرة ظهير الدولة. ونُشر لها بعد وفاتها قصيدة بعنوان «لنؤمن ببداية موسم البرد» وتعد أقوى القصائد في الشعر الفارسي الحديث.

## سنواتها المبكرة وعملها
ولدت فروغ فرخزاد في طهران في العام 1935، وكان والدها الضابط المحترف العقيد محمد باقر فرخزاد (أصله من مدينة تفرش) وأمّها توران وزيري-تابار. كانت فروغ ثالثة سبعة أشقاء (أمير، مسعود، مهرداد، فريدون، بوران، وغلوريا). درست فروغ في المدرسة حتى الصف التاسع، ثمّ تلقّت تعليمها في الرسم والخياطة في مدرسة بنات للفنون اليدوية. في سن السادسة عشرة تزوجت من الساخر برويز شابور. تابعت دروس الرسم والخياطة وانتقلت مع زوجها للعيش في الأحواز. ولد ابنها الوحيد كاميار شابور في العام التالي (وهو موضوع عملها المُسمّى العودة).
«بعد انفصالها عن زوجها برويز والطلاق منه لاحقًا (في العام 1954)، خسرت حق حضانة ابنها لاتهامها بإنشاء علاقات غرامية عدّة. أُخذ ابنها الوحيد كاميار، الذي تدعوه باسم كامي تحبّبًا، وتربّى مع والده وعائلته. مُنحت فروغ حق الزيارات لابنها، وهكذا نشأ ابنها تحت تأثير فكرة أن أمه تخلّت عنه في سبيل الملذات الجسدية. سبّب لها هذا الأمر عذابًا نفسيّاً شديدًا وحزناً عميقًا».
قضت فروغ تسعة أشهر في أوروبا في العام 1958. بعد عودتها إلى إيران، وخلال رحلة بحثها عن عمل قابلت الكاتب وصانع الأفلام إبراهيم جولستان، الذي دعم ميولها للتعبير عن نفسها والحياة بشكل مستقلّ، وجمعتهما علاقة غرامية. نشرت ديوانين، الجدار، والثورة قبل سفرها إلى تبريز لإنتاج فيلم يتناول حال الإيرانيين المصابين بالجُذام. يُعتبر فلمها من العام 1962، الذي يحمل عنوان المنزل أسود، يُعتبر حجر أساس في حركة الموجة الإيرانية الجديدة. خلال الإثنا عشر يومًا التي أمضتها في تصوير الفيلم، تعلّقت فروغ بحسين منصوري الذي كان طفلًا لوالدَين مُصابَين بالجُذام، فتبنّته وأخذته لتربّيه بنفسها وعاش معها في بيت أمها.
في العام 1964، نشرت ديوانها الشعري بعنوان مولود من جديد. تميّز شعرها في تلك الفترة باختلافه عن التقاليد الإيرانية الشعرية.

## وجهة النظر الأنثوية في شعر فرخزاد
لم يسلم صوت فرخزاد الأنثوي القوي في الشعر من النقد والاستنكار العلني، سواء في حياتها أو في تلقّي أعمالها المنشورة بعد موتها.
في مقابلة إذاعية، وعندما سُئلت عن وجهة النظر الأنثوية في كتاباتها الشعرية، أجابت فرخزاد قائلةً: «إن كان في قصائدي ثمة جانب أنثوي، كما تقول، فهو أمر طبيعي. فلحسن الحظ أنا نفسي أنثى قبل أي شيء آخر. أما إن كان كلامك عن الجدارة الفنية، فلا أرى للجندر أي دورٍ هنا. بل إنه من غير اللائق أخلاقيّاً أن يُطرح هذا الموضوع من هذه الزاوية. لا شيء غريب في أن تركّز المرأة اهتمامها على بعض المسائل بشكلٍ أكبر ممّا يهتم به الرجال، وذلك نظرًا لطبيعتها الجسدية، والعاطفية، والروحيّة. في اعتقادي أنّ مَن يختارون الفن وسيلةً للتعبير عن ذواتهم، لن يحرزوا أي تقدّم يُذكر في الفنون إذا ما لجأوا للتعبير الفني المحكوم بتأثير جنسهم الخاص، وهو أمرٌ مرفوض. لهذا السبب، فإنني عندما أشرع في الكتابة، لو توقفت لوهلةٍ ورحت أفكر «آه.. أنا امرأة ولهذا عليّ أن أناقش المسائل المتعلقة بالأنثى لا الإنسان»، فليس هذا سوى تكبيلٌ للفنّ بل وتدمير ذاتي له. أقول هذا لأن المهم حقّاً هو أن يتعهّد الفرد سماته الشخصية الإيجابية بالعناية والتنمية حتى يبلغ الفرد استحقاق أن يكون إنسانًا. الأمر المهم حقّاً أن العمل الفني قد أنجزه إنسانٌ متجاوز لثنائية المرأة والرجل. عندما تحقّق القصيدة درجةً معيّنة من النضج، تستقل تمامًا عن كاتبها وتتصل بعالمٍ تكون فيه معتبرةً بسبب مزاياها الفنية لا أكثر ولا أقل».
مشددةً على الالتفات إلى المسائل الإنسانية، تدعو فرخزاد إلى الاعتراف بإمكانات المرأة التي تتجاوز أدوارها المحصورة في الثنائيات التقليدية.

## موتها
قضت فرخزاد نحبها إثر حادث سيارة في 13 فبراير 1967 عندما كانت في سنّ الثانية والثلاثين. رغم أن تفاصيل ظروف موتها ما تزال غامضة، فحسب الرواية الرسمية أنها انعطفت بسيارتها الجيب بشكل حادّ لتفادي حافلة مدرسية في الاتجاه المعاكس، ما أدى لقذفها من السيارة، واصطدام رأسها بالرصيف. يُعتقد أنها توفيت قبول وصولها إلى المشفى. على أي حال، في كتابها فروغ فرخزاد: سيرة ذاتية أدبية مع رسائل غير منشورة، تقتبس فرزانه ميلاني كلامًا لإبراهيم جولستان الذي يتحدث عن دقائق فرخزاد الأخيرة في حياتها ووفاتها بين يديه. نُشرت قصيدة فرخزاد المعنونة: دعنا نؤمن بفجر الموسم البارد، وتُعتبر من أفضل القصائد بناءً في الشعر الفارسي الحديث.

## إرثها الثقافي
حُظر شعر فرخزاد من التداول بعد عقدٍ كاملٍ من قيام الثورة الإسلامية الإيرانية. في العام 1987 نشر مايكل هلمان ترجمة أدبية لفروغ، بعنوان: امرأة وحيدة: فروغ فرخزاد وشعرها. كرّست فرزانه ميلاني فصلًا كاملًا عن فروغ في كتابها المعنون حُجُب وكلمات: الأصوات المتعالية للكاتبات الإيرانيات، 1992. نشر الناقد الأدبي عبد العلي دست غيب مراجعة نقدية لقصائد فروغ تحت عنوان عروسة البحر الصغيرة -2006، وصف بها فروغ كرائدة في الشعر الفارسي المعاصر وأنها تجسد النسوية في أعمالها. أخرج ناصر سفارين 3 أفلام وثائقية عن حياة فروغ: مرآة الروح (2000)، والبرد الأخضر (2003)، وأعلى الموجة (2004). كما كتبت شعله ولپي سيرة قصيرة لحياة فروغ في كتابها «الإثم –قصائد مختارة لفروغ فرخزاد» -2007.
في فبراير 2017، وفي ذكرى وفاتها الخمسين، خرج جولستان عن صمته، هو البالغ 94 من العمر، وتحدث عن علاقته بها إلى سعيد كمالي ديهجان في الجارديان. «نادمٌ على جميع السنوات التي غابت فيها، أقولها صريحةً. كنا مقرّبين جدّاً مِن بعض، ولكن أعجز عن وصف مقدار حبّي لها. وأنّى لي ذلك؟ أأقيسه بالكيلوجرام؟ أم بالأمتار؟»
كتب شعله ولپي، «تُعتبر فرخزاد أهمّ شاعرة إيرانية. كانت شاعرةً عظيمة الجرأة وفريدة الموهبة. كان شعرها تعبيرًا عن الرفض، الرفض من خلال الكشف، كشف أعمق أغوار عوالم المرأة (وهو ما كان محظورًا في حينها)، وأسرارها الحميمة ورغباتها، وأحزانها، وطموحاتها، وعن لجوئها إلى الصمت أحيانًا للتعبير عن هذا كلّه. ما تزال أشعارها حيّة لارتباطها بالدعوة لتحرير المرأة واستقلاليتها».

## ترجمة أعمال فرخزاد
العربية: محمد الأمين وغسان حمدان.
الأذرية: صمد بيهرانجي.
الإنجليزية:
- الإثم: قصائد مختارة لفروغ فرخزاد، ترجمة وتحرير شعله ولپي.
- ترجم علي سلامي ديوانها «ميلاد جديد»: قصائد مختارة، 2001.
- ترجم حسن جوادي وسوزان ساليه ميلاد جديد: قصائد مختارة مع رسائلها ومقابلاتها في العام 1981. نشرت دار ماج بابلشرز في العاصمة الأمريكية واشنطن نسخة معدّلة من نفس الديوان في 2010 باللغتين الفارسية والإنجليزية.
- جاشا كيسلر وأمين باناني، عروس الآكاسيا: قصائد مختارة لفروغ فرخزاد، 1982.
- فرزانه ميلاني: حُجُب وكلمات: الأصوات المتعالية للكاتبات الإيرانيات، 1982.
- مولد جديد: قصائد، ترجمة ديفيد مارتين، مع مقال نقدي لفرزانه ميلاني، 1985.
- ضُمّت «أشفق على الحديقة» إلى كتاب الشعر الأخضر لإيفو موسلي، 1993.

الفرنسية: ماشيد مشيري وسيلفي مشيري.
الألمانية: آنماري شيميل.
الإيطالية: دومينيكو إنجينيتو.
الكردية: حيدر خزري، الصوت هو ما يبقى: حياة وإرث فروغ فرخزاد، مع ترجمات لمجموعتين شعريتين، منشورات جامعة صلاح الدين 2016.
نيبالي: سومان بوكريل.
الروسية: فيكتور بوليشوك.
التركية: هاشيم خسرو-شاهي، وجلال خسرو-شاهي.
أوردو: فهيمة رياض.
الأوزبكية: خورشيد دافرون.

## بيبلوغرافيا
شعله ولپي: الإثم: قصائد مختارة لفروغ فرخزاد، جامعة أركنسا، 2007.
مايكل كريج هيلمان: : امرأة وحيدة: فروغ فرخزاد وشعرها، 1987.

## أفلام وثائقية وأعمال أخرى
- وحده الصوت يبقى: بالإنجليزية فيلم تجريبي قصيل حاصل على جائرة، يحكي عن فروغ فرخزاد بترجمات شعله ولپي. أخرجه صانع الأفلام المقيم في لندن مازيك ريكفيدا.
- سأحيي الشمس مرة أخرى، فيلم وثائقي بالإنجليزية عن فروغ فرخزاد، لمنصورة صبوري، إنتاج إيراندخت 1998.
- القمر. الشمس. الزهرة. اللعبة: فيلم وثائقي ألماني عن ابن فروغ المتبنّى حسين منصوري، لكلاوس شتريجيل، 2007.[15]
- عروس الأكاسيا، مسرحية عن فروغ فرخزاد، لعزت غوشيغير.

## وصلات خارجية
- فروغ فرخزاد على موقع IMDb (الإنجليزية)
- فروغ فرخزاد على موقع الموسوعة البريطانية (الإنجليزية)
- فروغ فرخزاد على موقع ألو سيني (الفرنسية)
- فروغ فرخزاد على موقع ميوزك برينز (الإنجليزية)
- فروغ فرخزاد على موقع أول موفي (الإنجليزية)
- فروغ فرخزاد على موقع قاعدة بيانات الفيلم (الإنجليزية)
- فروغ فرخزاد على موقع كينوبويسك (الروسية)
- موقع فروغ فروخ زاده
- مقالات عن فروغ فروخ زاده
- موقع عن فروغ فروخ زادة نسخة محفوظة 17 فبراير 2007 على موقع واي باك مشين.
- فروغ  ترجمة للشاعرة من الدكتور إيراج بشيري من جامعة منسيوتا
- استمع إلى قصائد بصوتها
- وصلة خارجية تحتوي مختارات من أعمال فروغ فرخزاد المترجمة إلى العربية